# Communauté d’agglomération de la Région de Compiègne et de la Basse Automne
Die Communauté d’agglomération de la Région de Compiègne et de la Basse Automne (inoffiziell: Agglomération de la Région de Compiègne (ARC)) ist ein französischer Gemeindeverband mit der Rechtsform einer Communauté d’agglomération im Département Oise in der Region Hauts-de-France. Sie wurde am 30. November 2016 gegründet und umfasst 22 Gemeinden. Der Verwaltungssitz befindet sich in der Stadt Compiègne.

## Historische Entwicklung
Der Gemeindeverband entstand mit Wirkung vom 1. Januar 2017 durch die Fusion der Vorgängerorganisationen
- Communauté d’agglomération de la Région de Compiègne und
- Communauté de communes de la Basse Automne.[3]

## Mitgliedsgemeinden
| Gemeinde                                                                    | Einwohner 1. Januar 2022 | Fläche km² | Dichte Einw./km² | Code INSEE | Postleitzahl |
| --------------------------------------------------------------------------- | ------------------------ | ---------- | ---------------- | ---------- | ------------ |
| Armancourt                                                                  | 531                      | 2,03       | 262              | 60023      | 60880        |
| Béthisy-Saint-Martin                                                        | 992                      | 9,82       | 101              | 60067      | 60320        |
| Béthisy-Saint-Pierre                                                        | 3.133                    | 6,53       | 480              | 60068      | 60320        |
| Bienville                                                                   | 489                      | 3,51       | 139              | 60070      | 60280        |
| Choisy-au-Bac                                                               | 3.386                    | 15,86      | 213              | 60151      | 60750        |
| Clairoix                                                                    | 2.220                    | 4,70       | 472              | 60156      | 60280        |
| Compiègne                                                                   | 40.808                   | 53,10      | 769              | 60159      | 60200        |
| Janville                                                                    | 635                      | 0,94       | 676              | 60323      | 60150        |
| Jaux                                                                        | 2.240                    | 8,63       | 260              | 60325      | 60880        |
| Jonquières                                                                  | 600                      | 7,32       | 82               | 60326      | 60680        |
| Lachelle                                                                    | 807                      | 9,07       | 89               | 60337      | 60190        |
| Lacroix-Saint-Ouen                                                          | 5.175                    | 20,83      | 248              | 60338      | 60610        |
| Le Meux                                                                     | 2.310                    | 7,80       | 296              | 60402      | 60880        |
| Margny-lès-Compiègne                                                        | 8.700                    | 6,66       | 1.306            | 60382      | 60280        |
| Néry                                                                        | 646                      | 16,34      | 40               | 60447      | 60320        |
| Saint-Jean-aux-Bois                                                         | 341                      | 25,21      | 14               | 60579      | 60350        |
| Saint-Sauveur                                                               | 1.752                    | 16,50      | 106              | 60597      | 60320        |
| Saint-Vaast-de-Longmont                                                     | 647                      | 4,90       | 132              | 60600      | 60410        |
| Saintines                                                                   | 1.062                    | 2,87       | 370              | 60578      | 60410        |
| Venette                                                                     | 2.776                    | 8,45       | 329              | 60665      | 60280        |
| Verberie                                                                    | 3.858                    | 15,05      | 256              | 60667      | 60410        |
| Vieux-Moulin                                                                | 600                      | 17,65      | 34               | 60674      | 60350        |
| Communauté d’agglomération de la Région de Compiègne et de la Basse Automne | 83.708                   | 263,77     | 317              | –          | –            |